# Berdi Şamyradow
Bản mẫu:Eastern Slavic name
Berdy Shamuradov (tiếng Turkmen: Berdi Baýrammyradowiç Şamyradow; born ngày 22 tháng 6 năm 1982 ở Ashgabat, Turkmen SSR) là một cầu thủ bóng đá Turkmenistan thi đấu ở FC Aşgabat và Đội tuyển bóng đá quốc gia Turkmenistan.

## Cuộc sống ban đầu
Anh bắt đầu sự nghiệp bóng đá từ 6 năm trước, huấn luyện viên đầu tiên  — Andreý Skripçenko, sau đó anh làm việc với Boris Grigorýans.
Anh tốt nghiệp trường International Turkmen-Turkish University.

## Sự nghiệp câu lạc bộ
Sự nghiệp của anh bắt đầu tại FC Ahal.
Trong nửa đầu mùa giải 2004-05 anh thi đấu cho FK Karvan của Azerbaijan. Tuy nhiên màn trình diễn của anh không thực sự tốt.
Anh có 6 lần là vua phá lưới của Giải bóng đá vô địch quốc gia Turkmenistan. Năm 2009, Şamyradow phá vỡ danh hiệu vua phá lưới Giải bóng đá vô địch quốc gia Turkmenistan là Rejepmyrat Agabaýew. Năm 2010, anh trở thành vua phá lưới xuất sắc nhất Giải bóng đá vô địch quốc gia Turkmenistan.
Năm 2013, tại HTTU, vào đầu mùa giải anh giành chức vô địch Siêu cúp Turkmenistan, and cuối mùa giải giành huy chương vàng tại Giải bóng đá vô địch quốc gia Turkmenistan 2013
Mùa giải 2014 khởi tranh và anh là cầu thủ của Altyn Asyr FK. Anh cũng giành huy chương vàng tại Giải bóng đá vô địch quốc gia Turkmenistan 2014.
Từ năm 2015, anh trở thành cầu thủ của Aşgabat FK.

## Sự nghiệp quốc tế
Şamyradow ghi bàn thắng quốc tế đầu tiên tại Giải bóng đá Quốc tế Thành phố Hồ Chí Minh 2008 trước chủ nhà Việt Nam, giúp Turkmenistan vô địch.
Anh cùng đội bóng hai lần vào chung kết Cúp Challenge AFC.

## Bàn thắng quốc tế
| #  | Ngày                 | Địa điểm                                       | Đối thủ           | Tỉ số | Kết quả | Giải đấu                                        |
| -- | -------------------- | ---------------------------------------------- | ----------------- | ----- | ------- | ----------------------------------------------- |
| 1. | 3 tháng 10 năm 2008  | Sân vận động Thống Nhất, Thành phố Hồ Chí Minh | Việt Nam          | 1–1   | 3–2     | Giải bóng đá Quốc tế Thành phố Hồ Chí Minh 2008 |
| 2. | 14 tháng 4 năm 2009  | Rasmee Dhandu Stadium, Malé                    | Maldives          | 2–1   | 3–1     | Vòng loại Cúp Challenge AFC 2010                |
| 3. | 18 tháng 4 năm 2009  | Rasmee Dhandu Stadium, Malé                    | Philippines       | 2–0   | 5–0     | Vòng loại Cúp Challenge AFC 2010                |
| 4. | 18 tháng 4 năm 2009  | Rasmee Dhandu Stadium, Malé                    | Philippines       | 4–0   | 5–0     | Vòng loại Cúp Challenge AFC 2010                |
| 5. | 22 tháng 10 năm 2009 | Sân vận động Thống Nhất, Thành phố Hồ Chí Minh | Singapore         | 1–1   | 2–4     | Giải bóng đá Quốc tế Thành phố Hồ Chí Minh 2009 |
| 6. | 27 tháng 2 năm 2010  | Sân vận động Sugathadasa, Colombo              | CHDCND Triều Tiên | 1–0   | 1–1     | Cúp Challenge AFC 2010                          |
| 7. | 23 tháng 3 năm 2011  | Sân vận động MBPJ, Petaling Jaya               | Đài Bắc Trung Hoa | 1–0   | 2–0     | Cúp Challenge AFC 2012 qualifier                |
| 8. | 28 tháng 7 năm 2011  | Sân vận động Gelora Bung Karno, Jakarta        | Indonesia         | 2–4   | 3–4     | 2014 FIFA World Cup qualifier                   |
| 9. | 19 tháng 3 năm 2012  | Sân vận động Dasarath Rangasala, Kathmandu     | CHDCND Triều Tiên | 1–0   | 1–2     | Cúp Challenge AFC 2012                          |

## Danh hiệu
- Cúp Challenge AFC:

Á quân: 2010, 2012
- Giải bóng đá Quốc tế Thành phố Hồ Chí Minh

Vô địch: 2008